# Саша Дончић
Саша Дончић (Шемпетер при Горици, 14. јун 1974) бивши је словеначки кошаркаш, а садашњи кошаркашки тренер. Играо је на позицијама бека и крила. Његов син је кошаркаш Лука Дончић.

## Биографија
Дончић је већину кошаркашке каријере провео у Словенији, а ван родне земље је играо у краљевачкој Слоги и француском Евреу. Као млад кошаркаш је почетком 90-их година био у Црвеној звезди али због јаке конкуренције није добио прилику да игра. Са екипом Хелиоса је освојио првенство Словеније у сезони 2006/07, а наредне сезоне је поновио исти успех али у дресу Унион Олимпије. Има и три освојена купа Словеније, два са Хелиосом (2004, 2007) и један са Олимпијом (2008). Као играч Олимпије је играо и у Евролиги у сезони 2007/08.
Дончић је био члан кадетске репрезентације Југославије која је освојила 8. место на Европском првенству 1991. године у Грчкој. Саиграчи на том првенству су му били између осталих и Харис Бркић, Златко Болић, Предраг Дробњак... Током 2004. године Дончић је дебитовао за сениорску репрезентацију Словеније одигравши две утакмице у квалификацијама за Европско првенство 2005. у Србији и Црној Гори.
Саша Дончић је рођен у Шемпетеру при Горице у Словенији, али његови су пореклом из Метохије из села Бича у близини Клине. Из брака са Словенком Мирјам 1999. године је добио сина Луку који је такође кошаркаш.